# 巴利亚丹吉乌帕齐拉
巴利亚丹吉是孟加拉国的一个乌帕齐拉，位于朗布尔专区的塔古尔冈县。

## 地理
巴利亚丹吉乌帕齐拉的坐标为26°06′00″N 88°16′30″E / 26.1000°N 88.2750°E，总面积为284.12平方公里。

## 人口
据1991年孟加拉国人口普查，巴利亚丹吉乌帕齐拉共有28477户人家，总计147163人口，其中男性占比51.32%，女性占比48.68%，成年人口为72500。该地七岁以上人口之平均识字率为23.8%，低于全国平均水平（32.4%）。